# Gorgopsina frenata
Gorgopsina frenata är en spindelart som först beskrevs av Koch C.L., Berendt 1854.  Gorgopsina frenata ingår i släktet Gorgopsina och familjen hoppspindlar. Inga underarter finns listade i Catalogue of Life.